# Gal Gadot
Gal Gadot, férjezett nevén Gal Gadot Varsano (héberül: גל גדות, ˈɡal ɡaˈdot; Petah Tikva, 1985. április 30. –) izraeli modell és színésznő. Legismertebb szerepei a Halálos iramban-sorozatban Gisele Yashar, valamint a DC Comics szuperhősnője, Wonder Woman.
Petah Tikva városában született, 18 évesen megnyerte hazájában a Miss Israel 2004 szépségversenyt, ezt követően két évet szolgált az izraeli hadseregben mint fitnesz- és felkészítő edző. Ezután joghallgató lett, miközben modellkedéssel is foglalkozott.
Első nemzetközi filmszerepét a 2009-es Halálos iram című akciófilmben kapta mint Gisele Yashar, amely szereplőt a filmsorozat további három részében eljátszotta, és amely a világhírű színésznők sorába emelte őt. Később olyan filmekben volt látható, mint a Kéjjel-nappal, a Kémek a szomszédban vagy a Beépített tudat, az igazi nagy áttörést azonban a DC-moziuniverzum amazon szuperhősnője, Diana Prince / Wonder Woman szerepe hozta el számára, amely hősnő először a 2016-os Batman Superman ellen – Az igazság hajnala című mozifilmben tűnt fel, majd egy évre rá saját filmet is kapott, szintén 2017-ben pedig Az Igazság Ligája című alkotásban is látható volt olyan színészek oldalán, mint Ben Affleck, Henry Cavill vagy Jason Momoa. 2020 végén érkezett Wonder Woman második önálló filmje, a Wonder Woman 1984, amelyben ismét Gadot alakítja a szuperhőst. A színésznő emellett a szinkronizálás világában is kipróbálta már magát, a Ralph lezúzza a netet című animációs filmben ő kölcsönözte a Penge nevű szereplő hangját.
Gal Gadot 2018-ban felkerült a Time magazin a világ 100 legbefolyásosabb emberét felsoroló listájára, valamint a világ legjobban fizetett színésznőinek listájára is.

## Életrajz

### Családja és fiatalkora
Gal Gadot az izraeli Tel-Aviv külvárosában, Petah Tikvában született, és a szomszédos Rosh HaAyin  városában nőtt fel. A héber nyelvben keresztnevének jelentése „hullám”, vezetéknevéé pedig „folyópart”. Egy húga van. Szülei Irit (leánykori nevén Weiss) és Michael Gadot, édesanyja tanár, édesapja pedig mérnök. A családnak lengyel, osztrák, német és cseh zsidó gyökerei vannak. Szülei mindketten Izraelben születtek (édesapja felmenői hat generációra visszamenőleg izraeli zsidók voltak), és még lányuk születése előtt megváltoztatták vezetéknevüket Greensteinről Gadot-ra. Anyai nagyszülei Európából származnak, nagyapja holokauszt-túlélő, nagyanyja még a nácik hatalomátvétele előtt elmenekült. Gadot saját elmondása szerint szülei komoly zsidó nevelésben részesítették őket testvérével.
Középiskolás évei alatt a biológia érdekelte, valamint elmondása szerint jó volt kosárlabdában is magassága miatt. Tinédzserként elsőként bébiszitterként, valamint a helyi Burger Kingben dolgozott. A gimnáziumi éveket követően a jogi pálya iránt kezdett érdeklődni, felvételt nyert az IDC Herzliya főiskolára, ahol jogot és nemzetközi kapcsolatokat tanult.
Húszéves korában bevonult az izraeli hadseregbe. Az országban kötelező a kétéves katonai szolgálatot letölteni, Gadot ez idő alatt harci oktatóként, azon belül is erőnléti- és felkészítési edzőként szolgált. Később úgy nyilatkozott, a hadsereg mutatta meg számára „milyen a valódi tisztelet és fegyelem”. Gadot elmondása szerint háttere később segített neki elnyerni Gisele Yashar szerepét a Halálos iram című mozi szereplőválogatásánál. „Szerintem a legfontosabb ok amiért Justin Lin rendező engem választott az az volt, hogy tetszett neki a katonai múltam, valamint a fegyverekkel kapcsolatos tudásom” – nyilatkozta.

## Karrier

### Szépségkirálynői cím és modellkedés

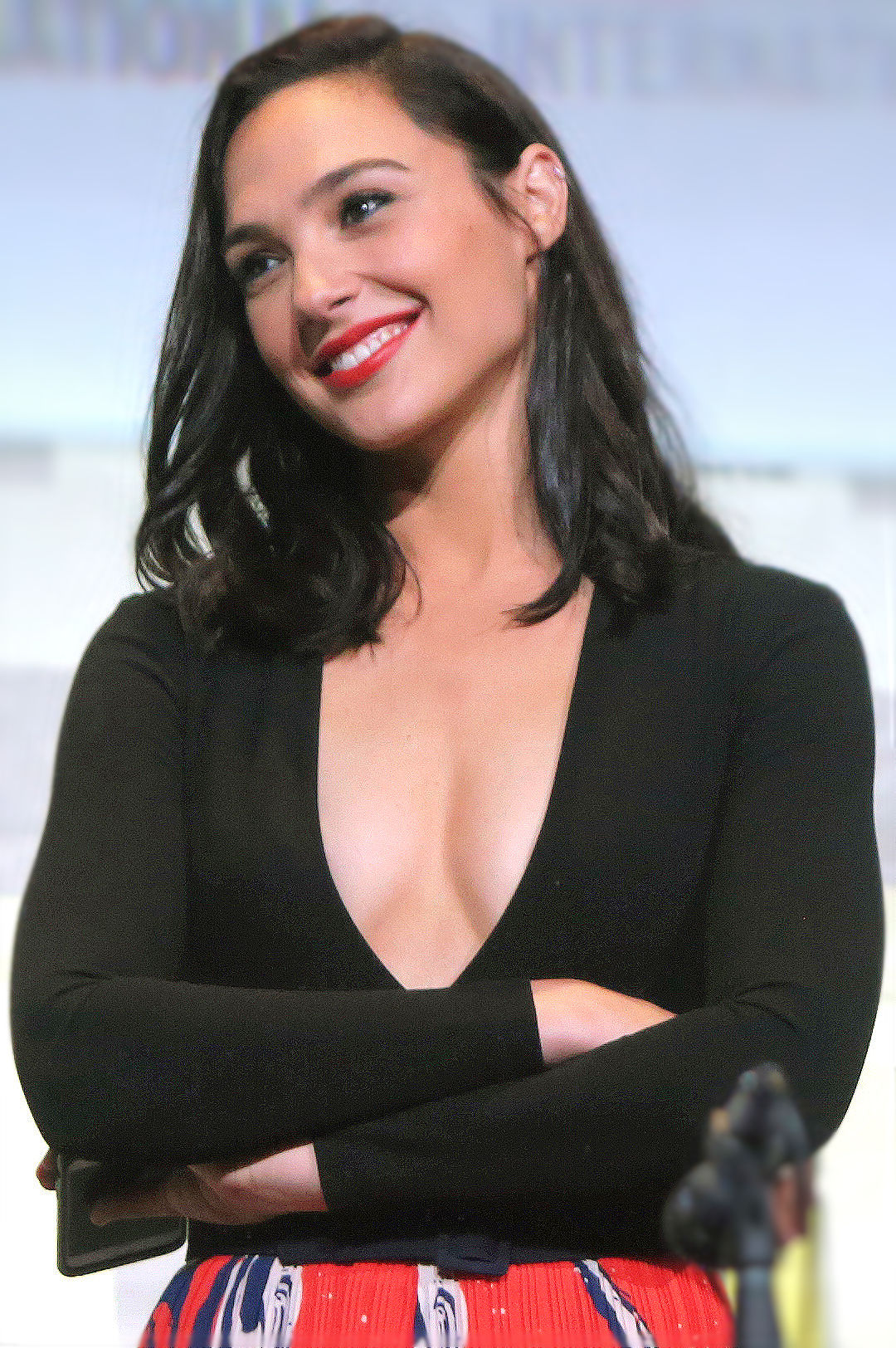
A 2016-os Comic-Con International rendezvényen

Gadot már középiskolás tanulmányai alatt elkezdett komolyabban modellkedéssel foglalkozni. 2004-ben, 18 évesen jelentkezett a Miss Israel nevű izraeli szépségversenyre, amelyet meg is nyert, így versenybe szállt a Miss Universe 2004 nemzetközi szépségversenyen is Ecuadorban, itt azonban nem került a döntőbe. 20 évesen két évre bevonult a hadseregbe, ezután folytatta jogi tanulmányait, illetve a modellkedést.
Modellként olyan nemzetközi cégeknek és termékeknek volt a reklámarca, mint a Miss Sixty, a Huawei okostelefonok, a Captain Morgan rum, Gucci parfümök, Vine Vera bőrápolási kozmetikumok, a Revlon szépségápolási termékek, valamint a Jaguar Cars luxusautói. 2015-ben a Gucci Bamboo parfümjének reklámarca volt. Emellett számos magazin címlapján szerepelt, többek között a Cosmopolitan, a Glamour, a Bride Magazine, az Entertainment Weekly, az Urban Male Magazine, a Cleo, a Fashion, a Lucire vagy az FHM címlapján. 2008–2016 között a Castro ruhamárka reklámarca volt. 2013-ra a modellkedésből és a filmezésből származó összbevételét 2,4 millió NIS-re (több mint 600 000 dollárra) becsülték, amellyel számos ismert izraeli modellt megelőzött (pl. Esti Ginzburg vagy Shlomit Malka), habár jelentősen elmaradt a legismertebb izraeli modell, Bar Refaeli mögött.
2007-ben, 21 évesen szerepelt a Maxim magazin IDF (izraeli hadsereg)-fotósorozatában, valamint a New York Post címlapján. 2012-ben az izraeli Shalom Life 5. helyen rangsorolta „a világ 50 legtehetségesebb, legintelligensebb, legviccesebb és legvonzóbb zsidó nője” listán, Bar Refaeli és Eva Green színésznő mögött. 2014-ben Gadot és egy másik izraeli színésznő, Odeya Rush szerepeltek az InStyle magazin címlapján.

### Filmes kezdetek, Halálos iramban-filmek
A Maxim magazin fotósorozata irányította rá először a figyelmet filmes körökben. Miután befejezte első évét a főiskolán, egy szereplőválogató felhívta Gadot ügynökét, hogy a lány vegyen részt a készülő James Bond-kémmozi, A Quantum csendje Bond-lányának, Camilla Montes-nek a castingján. Habár ezt a szerepet végül nem kapta meg (a kiválasztott Olga Kurilenko lett), 2008-ban a Bubot című, modellkedéssel foglalkozó filmben főszereplő volt.
Mindössze három hónappal később azonban ugyanaz a szereplőválogató, aki a Bond-mozi kapcsán is felkereste, kiválasztotta őt hat másik színésznő közül a Halálos iramban-széria legújabb, negyedik darabja, a Halálos iram című akciófilm egyik főhőse, Gisele Yashar szerepére, amely film nemzetközileg is ismert színésznővé tette őt. Gadot ebben a filmben saját maga hajtotta végre a szereplő kaszkadőrjeleneteit.
2010-ben kisebb szerepekben tűnt fel a Párterápia és a Kéjjel-nappal című akcióvígjátékokban, 2011-ben pedig visszatért a Halálos iramban világába, előbb a Halálos iramban: Ötödik sebesség-ben, majd 2013-ban a Halálos iramban 6.-ban öltötte újra magára Gisele Yashar szerepét.

### Wonder Woman-filmek

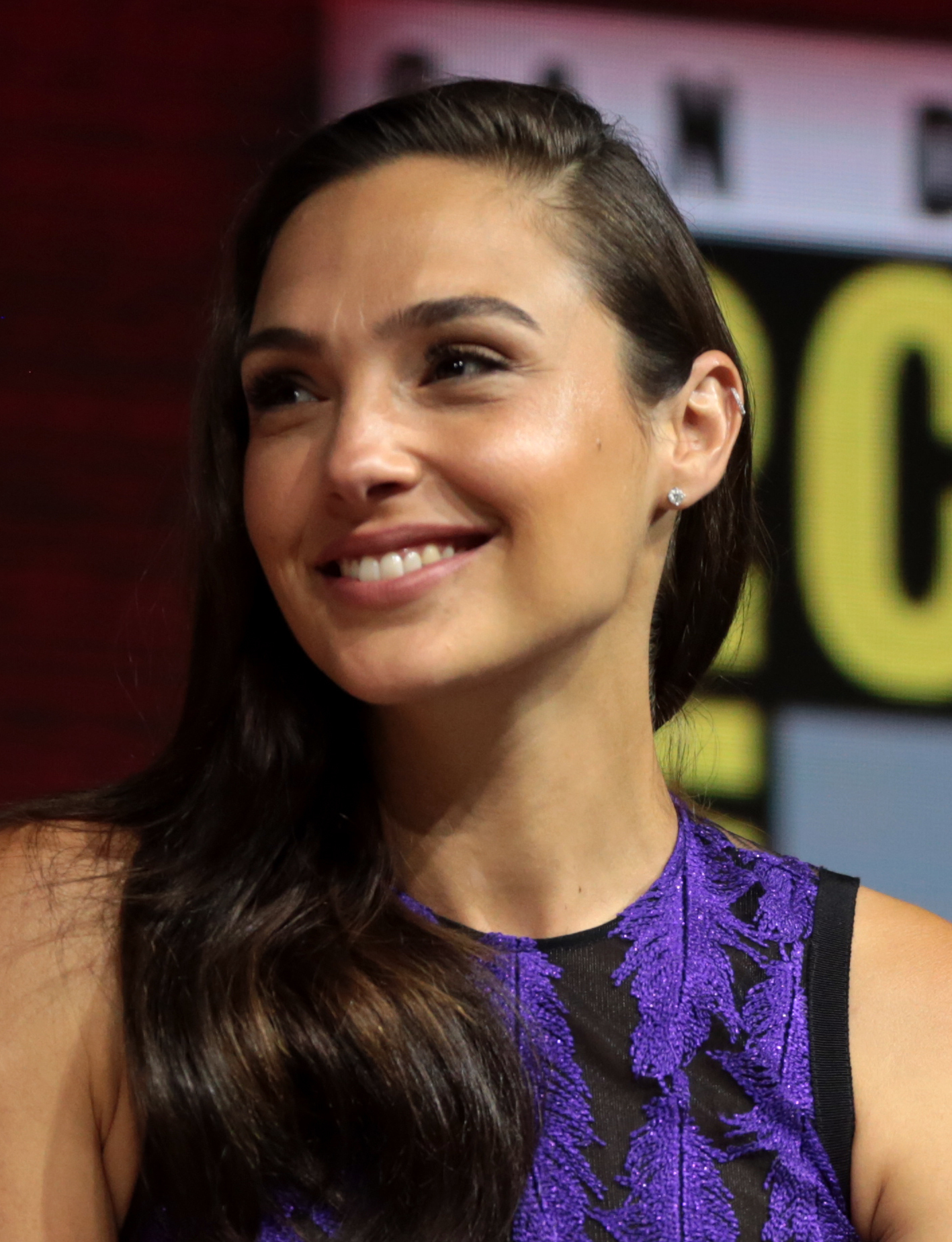
A 2018-as Comic-Con International rendezvényen megtartott Wonder Woman 1984 sajtótájékoztatón

2016-ban kapta meg azt a szerepet, amely végképp a világ élvonalába emelte őt színésznőként: bekerült a készülő DC-moziuniverzumba, ahol a DC Comics képregényeiből ismert legendás (ógörög mitológiából származó) amazon hercegnő, Diana Prince, szuperhősnevén Wonder Woman („Csodanő”) szerepét kapta meg. Ebben a minőségben elsőként a 2016-os Batman Superman ellen – Az igazság hajnala című produkcióban volt látható. A szerepre való felkészülés során igen komoly edzésprogramot vitt véghez: kardforgatói, kungfu, kickbox, capoeira és brazil dzsúdzsucu oktatást is kapott. Habár maga a film nem aratott osztatlan sikert, Gal Gadot alakítását mint amazon szuperhős egyöntetűen dicsérték a kritikusok és a közönség, és a film egyik fénypontjának tartották.
Még ugyanebben az évben szerepelt John Hillcoat Tripla kilences című krimijében, Kate Winslet és Aaron Paul oldalán. Ezután a Beépített tudat című thrillerben játszotta a Ryan Reynolds alakította szereplő feleségét, olyan színészek oldalán mint Kevin Costner, Gary Oldman és Tommy Lee Jones. 2016-os filmjei sorát egy akcióvígjátékkal, a Kémek a szomszédbannal zárta, ahol Jon Hamm, Zach Galifianakis és Isla Fisher oldalán volt látható egy szemrevaló és látszólag irigylésre méltó fiatal házaspár nőtagjaként, akik valójában beépített titkos ügynökök.
2017 nyarán került a mozikba Wonder Woman szuperhősnőjének azonos című mozifilmje, a Wonder Woman, amelyben Gal Gadot immár főszereplőként tért vissza Diana Prince-ként. Ebben a filmben ismerhette meg a közönség a képregényfigura eredettörténetét, egyúttal ez volt az első olyan nagyszabású hollywoodi egész estés mozifilm, amelyben egy női szuperhős volt a főszereplő (ezt a trendet később olyan alkotások követték, mint a Marvel Kapitány vagy a Fekete Özvegy). Még ugyanebben az évben, novemberben bemutatásra került a DC-újabb nagyszabású szuperhősös mozija, Az Igazság Ligája, amely immáron Gadot harmadik filmje volt a DC-moziuniverzumban, és amelyben először látható együtt Wonder Woman, Superman, Batman, Aquaman, Flash és Cyborg alakja, a DC-képregények legismertebb figurái. A filmben olyan színészekkel játszott együtt, mint Henry Cavill, Ben Affleck, Jason Momoa, Ezra Miller és Ray Fisher.
Szintén 2017-ben meghívást kapott a Filmművészeti és Filmtudományi Akadémia (Academy of Motion Picture Arts and Sciences) tagjai közé. Emily Shire szerint Gadot alakítása nagyban rácáfol a nőkről alkotott sztereotípiákra, mivel a zsidó nőket korábban leginkább előnytelen külsejű vagy éppen vicces, kétbalkezes mellékszerepekre degradálták a filmvásznon.
2018-ban Gadot szinkronhangként is kipróbálhatta magát, a Ralph lezúzza a netet című Disney animációs filmben a vagány Penge (Shank) nevű szereplőnek kölcsönözte az eredeti hangját.
Gal Gadot a 2020-ban, többszöri halasztást követően bemutatásra került Wonder Woman 1984 című szuperhősfilmben negyedik alkalommal is látható volt ikonikus szerepében: a filmet az előző Wonder Woman-mozikhoz hasonlóan ismét Patty Jenkins rendezte, a történet pedig ezúttal a Szovjetunióba kalauzolta a főhőst.

### További munkái
2016. október 21-én Gadot, a korábban szintén Wonder Womant alakító Lynda Carter, a DC Entertainment elnöke, Diane Nelson, a Wonder Woman-filmek rendezője, Patty Jenkins, valamint az ENSZ főtitkárának helyettese, Christina Gallach részt vettek a Wonder Woman-karakter megjelenésének 75. évfordulója alkalmából az ENSZ-székháznál rendezett eseményen, amelyen az ENSZ „a nők és lányok egyenjogúságának tiszteletbeli nagykövetének” kívánta kinevezni a szereplőt. A gesztus a szervezet fenntartható fejlődésre irányuló programjának 5. pontjára igyekezett ráirányítani a figyelmet, amely a nemi egyenjogúságot emeli ki, és 2030-ra minden nőnek egyenrangú jogokat kíván biztosítani. Az ENSZ munkatársai közül azonban sokan ellenérzésekkel fogadták a kezdeményezést és tüntetésbe kezdtek; egy petícióban ki is fejtették Pan Gimun (Ban Gi-mun) ENSZ-főtitkárnak, miszerint a szereplő kulturális értelemben véve nem számít „átfogónak vagy érzékenynek”, és lealacsonyítja a női nemet. A tiltakozás következtében Wonder Womant megfosztották tiszteletbeli címétől, a projekt 2016 decemberében lezárult.
Gadot szerepelt a Maroon 5 együttes és Cardi B Girls Like You című dalának videoklipjében. 2018 júliusában, a Wonder Woman 1984 forgatásának szünetében Gadot ellátogatott egy virginiai gyermekkórházba Wonder Woman filmes jelmezébe öltözve. A 2019-es Eurovíziós Dalfesztiválon egy videóbejátszásban láthatta őt vendégszerepelni a közönség, melyben hazáját és a dalfesztivált népszerűsítette. A 2020-as Oscar-gálán Sigourney Weaver és Brie Larson társaságában ő adta át a legjobb eredeti filmzenének, valamint a legjobb eredeti betétdalnak járó Oscar-díjakat.

## Magánélete
Gal Gadot 178 cm magas. 2008-ban ment férjhez Yaron Varsano izraeli ingatlanfejlesztőhöz, három lánygyermekük van, Alma (2011), Maya (2017) és Daniella (2021). Családjával Los Angelesben él.
Gadot és férje egy butikhotel tulajdonosai voltak Tel Avivban, amelynek működtetésében Gadot is aktívan részt vett. 2015-ben 26 millió amerikai dollárért eladták a szállodát Roman Abramovics orosz-izraeli milliárdos üzletembernek és befektetőnek.
Gal Gadot a közösségi médiában is aktívnak számít, saját Twitter- és Instagram-fiókkal rendelkezik, ezen felül többször hallatta a hangját olyan társadalmi ügyek kapcsán, mint a szexuális zaklatások, a bevándorlók jogai az Egyesült Államokban, a fegyvertartás szigorítása vagy a nők egyenlő bérezésének kérdése. Emellett bátran felvállalja zsidóságát, és rendszeresen megemlékezik népe és családja múltbéli tragédiáiról.

## Filmográfia

### Film
| Év   | Magyar cím                                 | Eredeti cím                        | Szerep                            | Magyar hang                        | Rendező                 |
| ---- | ------------------------------------------ | ---------------------------------- | --------------------------------- | ---------------------------------- | ----------------------- |
| 2009 | Halálos iram                               | Fast & Furious                     | Gisele Yashar                     | Kerekes Andrea                     | Justin Lin (1.)         |
| 2010 | Párterápia                                 | Date Night                         | Natanya                           | Németh Borbála                     | Shawn Levy              |
| 2010 | Kéjjel-nappal                              | Knight and Day                     | Naomi                             | Horváth Lili                       | James Mangold           |
| 2011 | Halálos iramban: Ötödik sebesség           | Fast Five                          | Gisele Yashar                     | Horváth Lili                       | Justin Lin (2.)         |
| 2013 | Halálos iramban 6.                         | Fast & Furious 6                   | Gisele Yashar                     | Horváth Lili                       | Justin Lin (3.)         |
| 2014 |                                            | Kicking Out Shoshana               | Mirit Ben Harush                  |                                    | Shay Kanot              |
| 2015 | Halálos iramban 7. (törölt jelenet)        | Fast & Furious 7                   | Gisele Yashar                     | Horváth Lili                       | James Wan               |
| 2016 | Batman Superman ellen – Az igazság hajnala | Batman v Superman: Dawn of Justice | Diana Prince / Wonder Woman       | Horváth Lili                       | Zack Snyder (1.)        |
| 2016 | Beépített tudat                            | Criminal                           | Jill Pope                         | Nemes Takách Kata                  | Ariel Vromen            |
| 2016 | Kémek a szomszédban                        | Keeping Up with the Joneses        | Natalie Jones                     | Pikali Gerda                       | Greg Mottola            |
| 2016 | Tripla kilences                            | Triple 9                           | Elena Vlaslov                     | Nemes Takách Kata                  | John Hillcoat           |
| 2017 | Wonder Woman                               | Wonder Woman                       | Diana Prince / Wonder Woman       | Horváth Lili                       | Patty Jenkins (1.)      |
| 2017 | Az Igazság Ligája                          | Justice League                     | Diana Prince / Wonder Woman       | Horváth Lili                       | Zack Snyder (2.)        |
| 2017 | Az Igazság Ligája                          | Justice League                     | Diana Prince / Wonder Woman       | Horváth Lili                       | Josh Whedon             |
| 2018 | Ralph lezúzza a netet                      | Ralph Breaks the Internet          | Penge (hangja)                    | Györfi Anna                        | Rich Moore              |
| 2018 | Ralph lezúzza a netet                      | Ralph Breaks the Internet          | Penge (hangja)                    | Györfi Anna                        | Phil Johnston           |
| 2019 | Két páfrány között – A film                | Between Two Ferns: The Movie       | önmaga (cameoszerep)              |                                    | Scott Aukerman          |
| 2020 | Wonder Woman 1984                          | Wonder Woman 1984                  | Diana Prince / Wonder Woman       | Horváth Lili                       | Patty Jenkins (2.)      |
| 2021 | Zack Snyder: Az Igazság Ligája             | Zack Snyder's Justice League       | Diana Prince / Wonder Woman       | Horváth Lili                       | Zack Snyder (3.)        |
| 2021 | Halálos iramban 9.                         | F9: The Fast Saga                  | Gisele Yashar (archív felvételen) | Kurta Niké                         | Justin Lin (4.)         |
| 2021 | Különösen veszélyes bűnözők                | Red Notice                         | Sarah Black / A Futó              | Horváth Lili                       | Rawson Marshall Thurber |
| 2022 | Halál a Níluson                            | Death on the Nile                  | Linnet Ridgeway-Doyle             | Horváth Lili                       | Kenneth Branagh         |
| 2023 | Shazam! Az istenek haragja                 | Shazam! Fury of the Gods           | Diana Prince / Wonder Woman       | Horváth Lili                       | David F. Sandberg       |
| 2023 | Halálos iramban 10.                        | Fast X                             | Gisele Yashar                     | Nem szólal meg                     | Louis Leterrier         |
| 2023 | Flash – A Villám                           | The Flash                          | Diana Prince / Wonder Woman       | Horváth Lili                       | Andrés Muschietti       |
| 2023 | Rachel Stone – Mindent vagy semmit         | Heart of Stone                     | Rachel Stone                      | Horváth Lili                       | Tom Harper              |
| 2025 | Hófehérke                                  | Snow White                         | Gonosz királynő                   | Horváth Lili Molnár Gyöngyi (ének) | Marc Webb               |

### Televízió
| Év        | Magyar cím                      | Eredeti cím                  | Szerep                 | Megjegyzések            |
| --------- | ------------------------------- | ---------------------------- | ---------------------- | ----------------------- |
| 2007–2008 |                                 | Bubot                        | Miriam "Merry" Elkayam | televíziós sorozat      |
| 2009      |                                 | The Beautiful Life           | Olivia                 | 3 epizód                |
| 2009      | Törtetők                        | Entourage                    | Lisa                   | 1 epizód                |
| 2011      |                                 | Asfur                        | Kika                   | 17 epizód               |
| 2012      |                                 | Eretz Nehederet              | önmaga                 |                         |
| 2012      |                                 | Kathmandu                    | Yamit Bareli           | minisorozat (11 epizód) |
| 2017      | Saturday Night Live             | Saturday Night Live          | önmaga (házigazda)     | 1 epizód                |
| 2018      | A Simpson család                | The Simpsons                 | önmaga (hangja)        | 1 epizód                |
| 2019      | 2019-es Eurovíziós Dalfesztivál | Eurovision Song Contest 2019 | önmaga                 |                         |
| 2020      |                                 | COVID Is No Joke             | önmaga                 | különkiadás             |
| 2020      | Class of 2020: In This Together |                              | önmaga                 | különkiadás             |

## Díjai és jelölései
2017-ben Szaturnusz-díjat nyert a legjobb női főszereplő kategóriájában a Wonder Woman-ben nyújtott alakításáért.
Fontosabb díjak és jelölések:
| Év   | Díj                                      | Kategória                                                | Munka                                      | Eredmény | Forrás |
| ---- | ---------------------------------------- | -------------------------------------------------------- | ------------------------------------------ | -------- | ------ |
| 2016 | Chinese American Film Festival           | A legnépszerűbb amerikai színésznő Kínában               | Batman Superman ellen – Az igazság hajnala | Elnyerte | [ 84 ] |
| 2016 | Critics' Choice Awards                   | Legjobb színésznő akciófilmben                           | Batman Superman ellen – Az igazság hajnala | Jelölve  | [ 85 ] |
| 2016 | Teen Choice Awards                       | Feltörekvő sztár                                         | Batman Superman ellen – Az igazság hajnala | Jelölve  | [ 86 ] |
| 2016 | Teen Choice Awards                       | Legjobb jelenet                                          | Batman Superman ellen – Az igazság hajnala | Jelölve  | [ 86 ] |
| 2016 | Women Film Critics Circle Awards         | Legjobb női akcióhős                                     | Batman Superman ellen – Az igazság hajnala | Jelölve  | [ 87 ] |
| 2017 | Detroit Film Critics Society             | Áttörő alakítás                                          | Wonder Woman                               | Jelölve  | [ 88 ] |
| 2017 | National Board of Review Awards          | Spotlight-díj                                            | Wonder Woman                               | Elnyerte | [ 89 ] |
| 2017 | North Texas Film Critics Association     | Legjobb színésznő                                        | Wonder Woman                               | Jelölve  | [ 90 ] |
| 2017 | Teen Choice Awards                       | Csókjelenet (Chris Pine-nal közösen)                     | Wonder Woman                               | Jelölve  | [ 91 ] |
| 2017 | Teen Choice Awards                       | Akcióhősnő                                               | Wonder Woman                               | Elnyerte | [ 91 ] |
| 2017 | Teen Choice Awards                       | A nyár színésznője                                       | Wonder Woman                               | Jelölve  | [ 91 ] |
| 2017 | Teen Choice Awards                       | Színésznő vígjátékban                                    | Kémek a szomszédban                        | Jelölve  | [ 91 ] |
| 2017 | Teen Choice Awards                       | Szerelmespár (Chris Pine-nal közösen)                    | Wonder Woman                               | Jelölve  | [ 91 ] |
| 2018 | Critics' Choice Awards                   | #SeeHer-díj                                              | N/A                                        | Elnyerte | [ 92 ] |
| 2018 | MTV Movie & TV Awards                    | Legjobb harcjelenet (Wonder Woman a német katonák ellen) | Wonder Woman                               | Elnyerte | [ 93 ] |
| 2018 | MTV Movie & TV Awards                    | Legjobb hős                                              | Wonder Woman                               | Jelölve  | [ 93 ] |
| 2018 | Palm Springs International Film Festival | Rising Star-díj (színésznő)                              | Wonder Woman                               | Elnyerte | [ 94 ] |
| 2018 | Santa Barbara Film Festival              | Virtuosos-díj                                            | Wonder Woman                               | Elnyerte | [ 95 ] |
| 2018 | Szaturnusz-díj                           | Legjobb női főszereplő                                   | Wonder Woman                               | Elnyerte | [ 96 ] |
| 2018 | Teen Choice Awards                       | Akciófilm-színésznő                                      | Az Igazság Ligája                          | Jelölve  | [ 97 ] |

## Fordítás
- Ez a szócikk részben vagy egészben  a   Gal Gadot című angol Wikipédia-szócikk ezen változatának fordításán alapul.  Az eredeti cikk szerkesztőit annak laptörténete sorolja fel. Ez a jelzés csupán a megfogalmazás eredetét és a szerzői jogokat jelzi, nem szolgál a cikkben szereplő információk forrásmegjelöléseként.